# Potencjały wywołane

Wzrokowy potencjał wywołany. Wykres powstał po uśrednieniu 30 zapisów EEG z elektrody O1. Zapis przedstawia aktywność EEG 256 milisekund przed i po ekspozycji bodźca.

Potencjały wywołane (ang. evoked potentials, EP; event-related potentials, ERP) – potencjały elektryczne rejestrowane z powierzchni głowy po zadziałaniu odpowiedniego bodźca. Może to być bodziec wzrokowy (np. błysk światła), słuchowy lub czuciowy. W zależności od tego wyróżniamy wzrokowe potencjały wywołane, słuchowe potencjały wywołane, somatosensoryczne potencjały wywołane a także poznawcze potencjały wywołane (np. fala P300). W przeszłości używano nazwy evoked potential, ale od 1969 roku w neurobiologii stosuje się niemal wyłącznie termin event-related potential (ERP). Z uwagi na niską amplitudę większości ERP oraz współistnienie spontanicznej czynności elektrycznej mózgu przy rejestracji potencjałów wywołanych stosuje się wielokrotne powtarzanie danego bodźca, a następnie komputerowe uśrednienie uzyskanych odpowiedzi. Analiza potencjałów wywołanych pozwala na nieinwazyjne obrazowanie funkcjonowania mózgu.
Do mierzenia potencjałów wywołanych wykorzystuje się elektroencefalografię (EEG).  Odpowiednik potencjałów wywołanych (ERP) w magnetoencefalografii (MEG) to (ang.) event-related field (ERF).

## Historia
Po odkryciu elektroencefalografii (EEG) w 1929 roku Hans Berger stwierdził, że możliwe jest mierzenie elektrycznej aktywności ludzkiego mózgu przy użyciu elektrod umieszczonych na głowie i zwiększeniu sygnału. Zmiany w napięciu mogły wówczas być przedstawione na wykresie jako funkcja czasu. EEG okazało się użytecznym źródłem informacji o mózgu przez kolejne dekady, ale używanie nieopracowanych danych sprawiało trudność w wyizolowaniu szczegółowych procesów poznawczych. Wyodrębnienie informacji o poszczególnych procesach stało się możliwe dzięki zastosowaniu prostych technik uśredniających.
W latach 1935–1936 Pauline i Hallowell Davis jako pierwsi zarejestrowali potencjał wywołany na świadomych ludziach. Ich odkrycie zostało opublikowane kilka lat później, w 1939 roku. Z powodu Drugiej Wojny Światowej eksperymenty wykorzystujące ERP zostały przerwane w latach czterdziestych, ale już w latach pięćdziesiątych wznowiono badania nad zmysłami. W roku 1964 Grey Walter i współpracownicy rozpoczęli nową erę odkryć komponentów ERP dzięki odkryciu contingent negative variation (CNV). Przez następne lata badania komponentów potencjałów wywołanych stawały się coraz popularniejsze. Pojawienie się niedrogich komputerów osobistych w latach osiemdziesiątych otworzyło nowe możliwości badań w psychologii i neurobiologii poznawczej. Obecnie mierzenie potencjałów wywołanych jest jedną z najpopularniejszych metod eksperymentalnych w neurobiologii poznawczej służących do badania fizjologicznych korelatów przetwarzania informacji zmysłowych i poznawczych.

## Interfejs mózg-komputer
Naukowcy coraz częściej stosują potencjały wywołane do pozyskania interesujących informacji i wykorzystania ich w nowy sposób. Dzięki mierzeniu ERP (komponent P300) możliwe jest komunikowanie się z pacjentami, u których występuje zespół zamknięcia.